# طراحی ساختمان

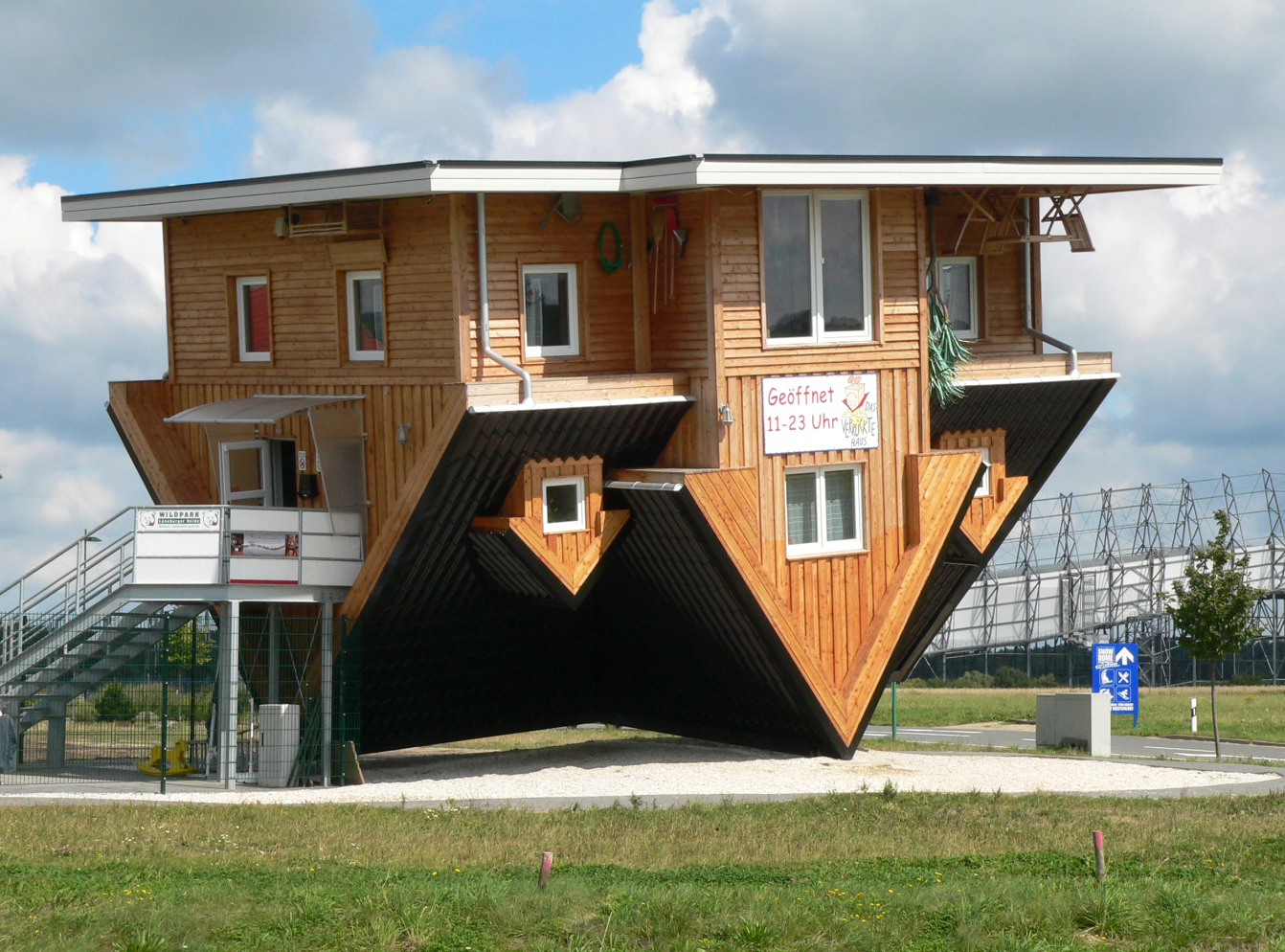
خانهٔ وارونه در بسپیگن آلمان

طراحی ساختمان به‌طور وسیع بر پایهٔ طرح‌های معمارانه، مهندسی و تکنیکی بر می‌گردد. تمام پروژه‌های ساختمانی نیازمند خدمات طراح ساختمان است که معمولاً یک معمار و مهندس عمران که دارای مدرک باشد، است. امروزه در تمام پروژه‌های ساختمانی به یک فرد حرفه‌ای و دارای مدرک مهندسی نیاز می‌باشد و طراحی پروژه‌ها معمولاً طراح ساختمان (معمار یا آرشیتکت)، یک طراح داخلی و یک مهندس طراح سازه(civil engineer)و مهندس برق و مکانیک و نیازمند یک یا چند پیمان کار تخصصی می‌باشد. اما پروژه‌های بزرگتر و پیچیده‌تر نیازمند خدمات عدهٔ زیادی از افراد حرفه‌ای و آموزش دیده که تحت یک شرکت مهندسین مشاور و یک شرکت رتبه دار پیمانکاری می‌باشند، است.

## اصول طراحی ساختمان
در هر ساختمانی بسته به نوع و سبک کاربری خود (مسکونی - اداری - تجاری) باید ۳ بخش به صورت الزامی طراحی شود.
بخش اول طراحی معماری ساختمان که شامل پلان‌ها و طراحی سه بعدی داخلی و نمای ساختمان می‌باشد. این بخش از وظایف معمار پروژه است.
بخش دوم طراحی سازهٔ ساختمان بر اساس آیین‌نامه‌های داخلی یک کشور که از روی آن طراحی نقشه‌های اجرایی کشیده شده و ساختمان (سازه) اجرا می‌شود.
بخش سوم طراحی تأسیسات ساختمان که در آن به طراحی تأسیسات مکانیکی و برقی پرداخته می‌شود.
هر کدام از موارد بالا به عهدهٔ یک شخص یا شرکت می‌باشد، بخش اول بر عهدهٔ مهندسین مشاور معماری، بخش دوم بر عهدهٔ مهندسین مشاور سازه و در نهایت بخش سوم هم وظیفهٔ مهندسین مکانیک و برق می‌باشد.

### شغل و حرفه
شغل مهندسی ساختمان یا مهندسی عمران وظیفه طراحی و اجرای ساختمان را بعهده دارد. امروزه با توجه به بزرگی و اهمیت ساختمانها و ابنیه وظیفه طراحی و نظارت بعهده شرکتهای مهندسین مشاور و وظیفه صحیح و اجرای ابنیه بعهده شرکتهای پیمانکاری صاحب رتبه و صلاحیت است.

#### معمار
یک معمار و طراح ساختمان، شخصی است که درکشیدن نقشه پلان ساختمان آموزش دیده همچنین در طراحی و نظارت در ساختمان نیز حرفه‌ای است. به‌طور حرفه‌ای تصمیمات یک معماری یا طراح ساختمان امنیت عمومی را تحت تأثیر قرار می‌دهد می‌باشد تا بتواند مدرک عملی معماری را به دست آورد یا یک طراح ساختمان حرفه‌ای و مدرک دار باشد. در اکثر حوزه‌های قضایی دنیا به کار بردن لفظ «معمار» به‌طور قانونی محفوظ است.
'مهندس ساختمان'
مهندس ساختمان یا مهندس عمران شخصی است که در رشته عمران دارای حداقل لیسانس میباشدو وظیفه آن طراحی سازه و اجرای عملیات می‌باشد. با توجه به تخصصی شدن ساختمانها طراحی تأسیسات برقی بعهده مهندس برق و طراحی تأسیسات مکانیکی ساختمان بعهده مهندس مکانیک می‌باشد.

#### پیمانکار
پیمانکار شخص یا شرکتی صاحب صلاحیت است که به یک گواهی یا [مدرک مهندسی] در پیمان کاری رسیده است و خدماتی را در قالب ساخت ابنیه مختلف مانند ساختمانهای مسکونی و بیمارستان‌ها و پل‌ها و راه و جاده ارائه می‌کند. امروزه صلاحیت پیمانکاران توسط سازمان نظام مهندسی ساختمان و سازمان مدیدیت و برنامه‌ریزی ارزشیابی و رتبه‌بندی می‌شوند تا هر پروژه ای متناسب با توان مالی و فنی پیمانکار ارجاع گردد.

#### طراح ساختمان
در بسیاری مواقع کارهای ساختمانی و قانون حرفه‌ها به افرادی این اجازه را می‌دهد تا طراحی یک ساختمان مسکونی و در برخی مواقع ساختمان‌های سبک تبلیغاتی را بدون مدرک معماری بسازند؛ که در ایالات متحده آمریکا و کانادا و برخی مکان‌های دیگر «طراح ساختمان» معمول است که طراحی ساختمان را بدون مدرک معماری «آمریکا توسط» کنسول ملی مدرک طراحان ساختمان ارائه می‌شود؛ که شاخه ای از «مؤسسهٔ طراحی ساختمان آمریکا» می‌باشد. در بسیاری از موارد طراحان ساختمان به عنوان تکونولوژیست‌های معماری یا پیمان کار آموزش می‌بینند یا به مدرسهٔ معماری رفته باشند که امکانات دادن مدرک را نداشته است. بسیاری از طراحان ساختمان به عنوان طراحان خانه یا مسکونی شناخته می‌شوند.
تمرکز آن‌ها عمدتاً بر روی طراحی مسکونی و بازسازی می‌باشد. در آمریکا، ایالات نوادا «طراحان مسکونی» برای کسانی به کار می‌رود که تحت هیئت مدیرهٔ ایالت نوادا در معماری «و طراحی داخلی و طراحی ساختمان» ثبت نام کرده‌اند. در استرالیا به کار بردن واژهٔ معمار (برای مدرک گرفتن) بسیار با سخت‌گیری همراه است اما طراحی‌های معمارانه در ساختمان‌ها سخت‌گیری کمتری دارد. واژهٔ طراح ساختمان معمولاً برای تمرین کنندگان طراحی که در هیئت مدیره ی معماری ایالت ثبت نام کرده‌اند به کار می‌رود. در کونیزلند واژهٔ طراح ساختمان به عنوان کسی که مدرک آموزش عملی دارد به کار می‌رود، در ویکتوریا مراحل ثبت نامی برای طراحان ساختمان وجود دارد و در ایالت‌های دیگر در حال حاضر هیچ آیین‌نامه ی دیگر برای حرفه وجود ندارد. ,),

#### نقشه‌بردار ساختمان (انگلستان)
نقشه‌بردار ساختمان با این نام به‌طور کلی شاغل در انگلستان، استرالیا و مکان‌های دیگر هستند که بیشتر مانند معماران تکنولوژیست آموزش می‌بینند. در انگلیس، علم و مهارت نقشه‌بردار ساختمان در مأموریت‌های مختلفی کاربرد دراد از جمله در املاک و ساختمان مرکزی تجاری که شامل طراحی ساختمان برای خانه‌های مسکونی کوچک یا ساختمان‌های سبک تبلیغاتی می‌باشد این جنبه در حرفه‌های اروپایی نیز مشابه است که اغلب با نام «هندسه دان» در ایتالیا و فرانسه و بلژیک و سوییس شناخته می‌شود.
حرفهٔ نقشه‌برداری ساختمان با این عنوان در آمریکا وجود ندارد و این اصطلاح مخصوص انگلستان است و معمار، طراح ساختمان، طراح مسکونی و مدیر ساخت، بخشی یا همهٔ کارهای نقشه‌بردار ساختمان را در انگلیس انجام می‌دهد. ,